# Kilby Bridge
Kilby Bridge – osada w Anglii, w hrabstwie Leicestershire, w dystrykcie Oadby and Wigston. Leży 8 km na południe od miasta Leicester i 136 km na północny zachód od Londynu.